# 유무방
유무방(劉毋妨, ? ~ ?)은 전한 후기의 제후로, 장사정왕의 증손이다.

## 행적
지절 3년(기원전 67년), 아버지 유산부의 뒤를 이어 안중후(安衆侯)에 봉해졌다.
시호를 목(繆)이라 하였고, 작위는 아들 유포가 이었다.

## 출전
- 반고, 《한서》 권15상 왕자후표 上

| 선대 아버지 안중절후 유산부 | 전한의 안중후 기원전 67년 ~ ? | 후대 아들 안중희후 유포 |